# COVID-19 в Гватемале
Подтверждено, что пандемия коронавируса 2019-2020 годов достигла Гватемалы в марте 2020 года.

## Предыстория
12 января 2020 года Всемирная организация здравоохранения (ВОЗ) подтвердила, что новый коронавирус был причиной респираторного заболевания в группе людей в городе Ухань, провинция Хубэй, Китай, о чём было сообщено ВОЗ 31 декабря 2019 года.
Коэффициент летальности в случае COVID-19 был значительно ниже, чем при атипичной пневмонии в 2003 году, но передача была значительно выше, при этом и общее число погибших было довольно значительным.

## Хронология
13 марта 2020 года был подтверждён первый случай заболевания в Гватемале, у гватемальского мужчины, который путешествовал из Италии в Гватемалу.
За два дня до первого случая в стране правительство Гватемалы запретило въезд гражданам всех европейских стран, а также Ирана, Китая и Южной Кореи, что было введено в действие 12 марта.
13 марта 2020 года правительство Гватемалы распространило свои ограничения на поездки на путешественников из США и Канады.
15 марта 2020 года правительство Гватемалы подтвердило второй случай заболевания в стране и первую смерть от коронавируса — 85-летнего мужчины, прибывшего из Мадрида со своей семьёй девятью днями ранее. В тот же день Правительство Гватемалы отменяет все публичные мероприятия и запрещает собрания более чем 100 человек. Все государственные и частные школы и университеты должны быть закрыты не менее чем на три недели. Празднование Страстной недели также отменяется.
21 марта 2020 года президент Гватемалы Алехандро Джамматтеи вместе со своим вице-президентом и Советом министров объявил общенациональный комендантский час и глобальный запрет на поездки, чтобы бороться с пандемией коронавируса и предотвратить распространение вируса.
23 апреля комиссия Организации Объединённых Наций по правам человека призывает правительства Мексики и стран Центральной Америки прекратить депортации во время пандемии коронавируса. 2500 мигрантов застряли в Панаме из-за того, что Гондурас закрыл свою границу. Мексика направила мигрантов в Гватемалу, но Гватемала их не впустила. 23 апреля организация помогла 41 мигранту вернуться в Сальвадор из Мексики.
26 апреля Мексиканский национальный институт миграции (INM) опустошает 65 центров содержания мигрантов по всей стране, возвращая 3653 человека в Гватемалу, Сальвадор и Гондурас в надежде предотвратить вспышки COVID-19.
По данным Профсоюза работников пищевой промышленности и торговли (UFCW) от 2 мая, по крайней мере сорок мексиканских и гватемальских сельскохозяйственных рабочих в Канаде имеют коронавирус.